# 黃琪翔
黃琪翔（1898年7月17日—1970年12月10日），字御行，廣東嘉應（今梅州市梅縣區）人，中國軍人，國民革命軍陸軍中将加上將，北伐、抗戰時名將。1931年起為中國國民黨臨時行動委員會（即第三黨）之領導，曾參加發動閩變。抗戰時先後任國民革命軍集團軍司令、中国遠征軍副總司令，獲授青天白日勳章。戰後第三黨改成為「中國農工民主黨」，曾擔任秘書長、副主席。1949年回北京參加政協 ，任全國人大常委會委員、全國政協常务委員等職。1957年鳴放時公開批評蘇聯，反右開始即被劃為右派，遭受迫害。文革時再受残酷人身攻击。1970年逝世。

## 生平

### 出生至北伐
黃琪翔生於廣東省嘉应州，黃家祖輩世代務農，由於家計艱難，其父黃富霖被迫遠渡南洋謀生，先做小商販，後改做水客，替僑居南洋謀生的同鄉帶信、帶錢、帶物，來往於梅縣、香港、新加坡、印尼等地，借微利維持家小生活。黃琪翔幼年家貧，從鄉里讀私塾起，一直得到他伯父黃錫銓（黃鈞選）的資助。1911年進入梅縣務本中學，1912年轉入廣州優級師範學堂附中，因受革命思想下影響投考廣東陸軍小學。後進入武昌預備學校。在保定軍校第六期炮科畢業。从保定军官学校毕业后，黄琪翔被派到北洋政府的边防军第一师炮兵团任排长，不久，又调回保定军官学校任分队长。
1921 年孙中山在广东就任非常大总统。1922年，黃琪翔辭去保定軍校職務，回到廣東投奔革命，在東征、南征諸役中，屢建功勳。1924年1月，國民黨改組後，黃琪翔加入了國民黨。1925年春廣東革命政府舉行第一次東征，討伐陳炯明。以許崇智為總指揮，蔣介石為參謀長，黃琪翔任第一師第一旅第一團第三營營長。
1926年7月，國民政府為完成孫中山先生的遺囑，興師北伐。黃琪翔任國民革命軍第四軍十二師三十六團團長，師長為張發奎。黃與獨立團團長葉挺並肩戰鬥，下醴陵，克平江，直抵汀泗橋。 汀泗橋地勢險要，易守難攻。能否一舉攻克是北伐戰爭勝負之關鍵。黃琪翔與葉挺出奇制勝，英勇奮戰，終於全殲敵軍，打開了北伐勝利的大門。他們乘勝追擊，揮師北上，取賀胜橋、馬回嶺，擊溃 吳佩孚、孫傳芳部，分別攻佔武漢、南昌，為第四軍贏得了“鐵軍”的美譽。 1927年4月黃琪翔榮陞第四軍軍長，時年二十九歲。
1927年初寧漢分裂後，黃琪翔隨張發奎支持武漢。第四軍繼續北伐擊敗張作霖奉軍。同年7月，武漢政府亦實行分共。張發奎轄下第二方面軍內的共產黨人於8月1日在南昌發動兵變。原第二方面軍一部分投向共產黨，其餘大部分解散；僅餘黃琪翔指揮之第四軍十二師及二十五師一部，與及十一軍二十六師仍忠於張發奎。之後張發奎餘部內南下廣東，於9月進至廣州，以黃琪翔為廣州軍事廳長。11月，乘李濟深離粵，張發奎及黃琪翔發動驅趕時駐廣東桂系黃紹竑，稱「張黃事變」。黃琪翔率第四軍主力離開廣州對付桂系，廣州防務交由教導團團長葉劍英負責。葉劍英當時為地下共產黨員，乘機於12月11日發動廣州暴動。事後黃琪翔成眾矢之的，被免去各職，離粵後在香港逗留月餘，於1928年春與丘哲同赴日本，同年7月赴德國，入柏林大學補習德文。

### 第三黨

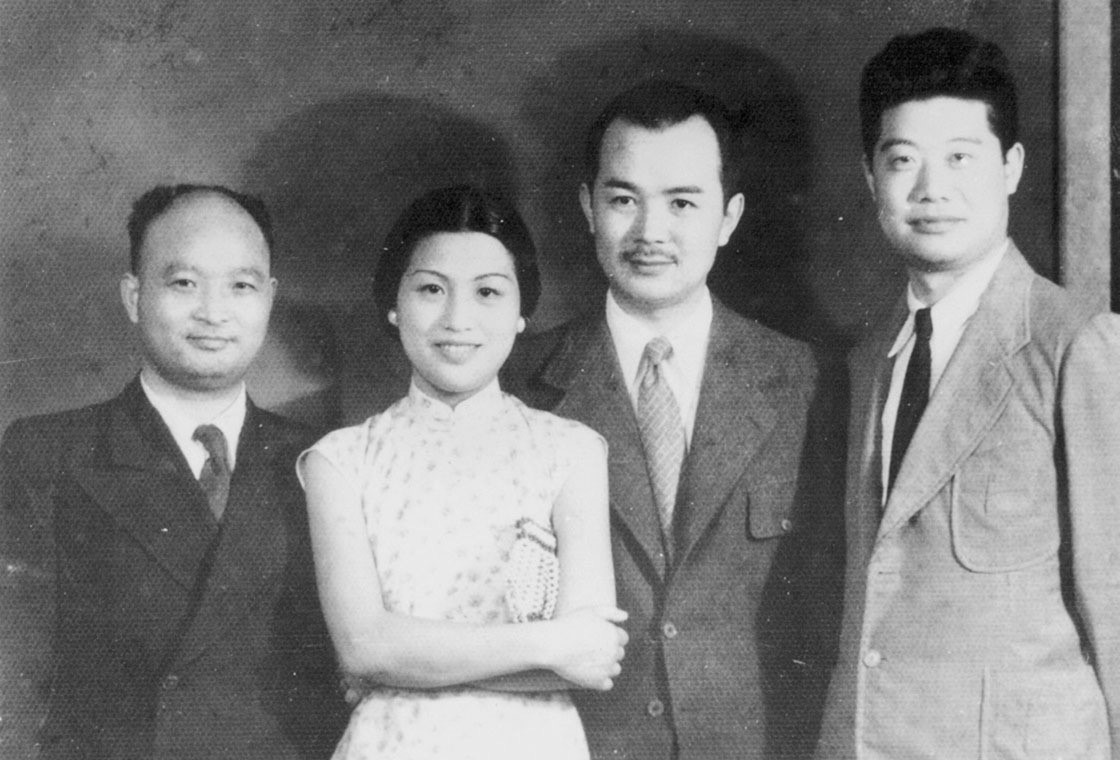
1936年，连瑞琦、郭秀仪、黄琪翔、谢树英在柏林的合影

黃琪翔在德國柏林與原國民黨內左派鄧演達、葉挺、宋慶齡等接觸。當時鄧演達已經以「中國國民黨臨時行動委員會」名義活動。1929年孫中山移靈南京，黃以宋慶齡秘書身分回中國，轉往上海。
1930年8月9日，鄧演達等於上海召開「中國國民黨臨時行動委員會」第一次全國幹部會議。黃琪翔代表廣東出席，被選為軍事委員會主任。「中國國民黨臨時行動委員會」一方面反對蔣介石，另一方面不同意共產黨鬥爭方法，故亦被稱為「第三黨」。
1931年8月，鄧演達被國民黨逮捕，並且在11月被處決，大部分第三黨黨員轉為地下活動。黃琪翔改為「第三黨」中央委員會書記，成為該黨之領導，一直至1947年。
1932年發生一二八事變，十九路軍在上海抗日。十九路軍原為第四軍十師，與黃琪翔有舊，黃組織義勇隊協助抗日。及後十九路軍被調往福建剿共。
1933年11月，十九路軍於福建發動政變（稱閩變），第三黨參予其事。在福州召開「中國全國人民臨時代表大會」，黃琪翔為代表大會主席，成立「中華共和國人民革命政府」，黃為十一名政府委員之一，同時兼任軍事委員會參謀主任。閩變因得不到各方支持而迅速失敗，黃再次流亡海外赴德國。1934年7月郭秀儀乘意輪康德羅素（紅伯爵）號到意大利威尼斯港，恰與程思遠先生同船。黃琪翔特意從柏林來接。這也是黃琪翔和程思遠的第一次相識，彼此頗有相見恨晚之感。抵達柏林後，與黃琪翔舉行了婚禮。在柏林期間，黃琪翔還加入了留德中國學生組織的“留德學生抗日聯合會”。
1935年11月，「中國國民黨臨時行動委員會」改名為「中華民族解放行動委員會」，主張各黨派聯合抗日，黃仍為中央委員會書記。

### 抗日戰爭

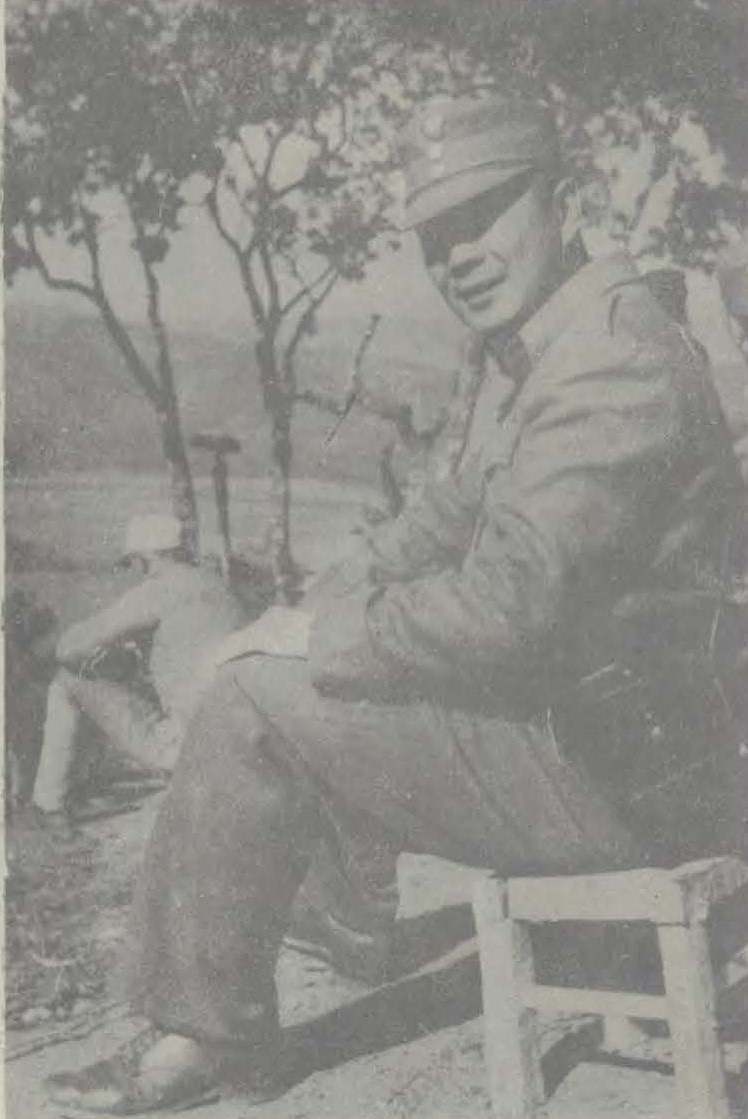
畹町之战，远征军副长官黄琪翔在山头督战攻打回龙山

1936年10月，黃琪翔在德國收到陳誠之邀請回國。次年1月面見蔣介石後，再獲委任為中將參謀。
1937年7月抗戰爆發後，即往上海戰場任第八集團軍副司令，參加指揮八一三淞滬會戰。年底，黃琪翔由安徽徽州回到武漢。這時南京陷落，華北地區、東南沿海大都被日軍佔領。1938年國民政府軍事委員會設政治部，以陳誠為部長；周恩來、黃琪翔為副部長。8月，黄琪翔被调任为军训部次长，离开武汉前往桂林任职。1939年底黃改任第十一集團軍總司令，於湖北襄樊一帶抗擊日軍。
1940年中發生枣宜会战，黃部第十一集團軍為主力（是次戰役中張自忠戰死殉國）。7月收復棗陽，黃琪翔特召集總部全體人員及駐棗陽軍隊追悼張自忠總司令和陣亡將士。黃琪翔在致悼詞中淚流滿面，屢次哽咽不能成聲，悲痛心情，發自肺腑，與會官兵，盡皆感泣。
1941年中，黃調任第六戰區副司令長官，司令為陳誠。1943年，國民政府於雲南昆明成立遠征軍司令部，黃被任為中国遠征軍副司令長官（司令最初為陳誠，後為衛立煌），兼為中印公路東段警備司令。  1944年5月遠征軍发动了震惊全球的“滇西缅北战役”。在盟军的配合下，经过六个多月的艰苦战斗，全歼日寇精锐部队五万余人，收复失地两万四千平方公里。
1938年黃琪翔夫人郭秀仪与宋美龄、邓颖超等各界知名人士创建并领导了中国战时儿童保育会，拯救、收容和培育了战争难童三万余名。郭秀仪是保育会的常务理事，并担任经济委员会副主任兼征募部副部长。
黃琪翔和夫人郭秀仪因在抗戰中的功绩，双双荣获抗日战争胜利勋章。黃琪翔并獲授青天白日勳章和美国最高奖章總統自由勳章。

### 抗戰以後
抗戰勝利後，黃琪翔曾出席重慶之政協，並於1946年出席南京國民大會。至1947年2月，中華民族解放行動委員會改名為中國農工民主黨，改選章伯鈞為中央執委主席。黃琪翔則於當年6月，以中國政府駐德國軍事代表團團長之身分赴德。1948年9月间，黄琪翔应召回国，面见蒋介石时，黄坚持和平解决国内问题见解，招致蒋极为不满和失望。蒋说“你不必再回德国了”，“你可到台湾去看看辞修（陈诚）”。黄琪翔台湾见了陈诚后又托词回上海接家眷，在上海化名黄仪清化装后偕家属潜往广州。后在农工党欧阳平帮助下，辗转到达香港。在报纸发表声明和谈话，公开与国民党彻底决裂；与在香港中共负责人取得联系，表示要立即到解放区去。中共表示广东尚待解放，希望黄暂时在南方做些工作。1949年8月间，黄琪翔接到中共通知请他到北平。1949年8月28日乘坐太古公司“岳阳”轮北上。9月初抵达天津塘沽港，随即转乘火车于9月4日到达北平，受到周恩来等人迎接。
1949年9月參加中共召開之第一屆政協。年底，黃琪翔再被中國農工民主黨選為中央执行委员。中華人民共和國建政初期黃歷任中央政法委員會委員，國防委員會委員，中南區司法部長，國家體委副主任，中國人民政治協商會議常務委員，全國人大代表。
1957年被選為中國農工民主黨副主席。同年在鳴放運動中批評中共之學習對象蘇聯缺乏民主，乃一獨裁政權。反右時被劃為右派，被迫公開自我批評，1959年摘帽。文革時倍受衝擊，精神、肉體皆受摧折。1966年8月底，紅衛兵衝進黃宅毆打黃琪翔夫婦，將夫妻二人打傷並抄家，又將二人驅趕到農工民主黨宿舍居住。之後，黃琪翔同樣受到機關紅衛兵、造反派的批鬥，他每天早上七點必須到達機關，跟其它「右派份子」一起，打掃院子，清潔廁所。然後當著滿街群眾的面，向毛主席「請罪」，接著便被關進一間小屋裡反省，寫檢查，有時還要接受「群眾」批鬥或陪鬥，同時拳打腳踢。1970年初，郭秀儀投書給鄧穎超，5月，周恩來總理就派人去看望，之後黃琪翔夫婦搬到了建國門外靈通觀居住，生活環境有所改善，但黃琪翔已因在精神上、肉體上長期受盡折磨和煎熬而積郁成疾。12月初，黃琪翔因感冒發燒住進「北京醫院」，1970年12月10日凌晨，因心肌梗病逝，終年72歲。郭秀儀將這一消息報告周恩來後，周立即派軍代表去慰問家屬，並指示全國政協特予舉行告別儀式，骨灰安放在八寶山革命公墓，《人民日報》發表消息。周送花圈表示哀悼。1980年，郭秀儀致信鄧小平，要求為黃琪翔徹底平反。在鄧小平的指示下，黃琪翔被劃為「右派分子」的錯案平反。1988年，中國農工民主黨在北京人民大會堂舉行紀念黃琪翔誕辰90周年的活動，鄧穎超致送花籃到會場，並親自參加紀念活動並接見黃琪翔夫婦的家屬。

## 著作
《軍事演講集》

### 引用
1. ↑  .   [2014-05-29]. （原始内容存档于2016-03-04）.
2. ↑  . 劉绍唐主編. 1982年7月31日.